# SIDE BY ME〜ずっと伝えたくて…
『SIDE BY ME〜ずっと伝えたくて…』（サイド・バイ・ミー〜ずっとつたえたくて）は、2000年11月22日に発売された山根康広14枚目のシングル。発売元は日本クラウン。

## 概要
『ALWAYS II』以来4年4か月ぶりとなる日本クラウン復帰後のシングル。ピクチャーCD仕様。

## 収録曲
全曲共通　作詞・作曲・編曲：山根康広　
1. SIDE BY ME〜ずっと伝えたくて…（4:44）[2]
2. 青い果実（3:42）[2]
3. LOOKING FOR YOU（5:11）[2]
4. SIDE BY ME〜ずっと伝えたくて…（Instrumental）（4:45）[2]
5. SIDE BY ME〜ずっと伝えたくて…（Acoustic Version）（4:44）[2]